# Brote de viruela símica de 2022-2023
El brote de viruela símica de 2022 a 2023 fue un brote de la enfermedad causada por el virus de la viruela símica a nivel internacional que se inició en Reino Unido el 29 de abril de 2022, con el reporte de un residente británico que presentó síntomas de la enfermedad después de viajar a Nigeria, país donde ese padecimiento es endémico. El paciente retornó a Reino Unido el 4 de mayo y representó el caso índice. Finalmente, el brote se dio por concluido el 11 de mayo de 2023, cuando se determinó levantar el estado de emergencia anunciado por la OMS.
Se desconoce el origen de varios casos de la viruela símica reportados en Reino Unido. No obstante, algunos reportes plantean una transmisión comunitaria en el área de Londres que se produce desde mediados de mayo. Asimismo, se han notificado casos en la región del Noreste de Inglaterra y en otros países, como Portugal, Estados Unidos y Canadá.
Este brote es de la ramificación de África Occidental, según la Organización Mundial de la Salud, tiene una tasa de letalidad de alrededor del 1 %, e inicialmente el órgano internacional rector de la salud no le consideraba de preocupación mundial a pesar de su rápida expansión.
El 23 de julio de 2022 la Organización Mundial de la Salud determinó finalmente en una reunión virtual que el brote fuera considerado una emergencia de salud pública de importancia internacional, o PHIEC (Public Health Emergency of International Concern), en Inglés. El brote, acaecido principalmente entre homosexuales, mantuvo esta condición hasta el 11 de mayo de 2023, cuando se determinó levantar el estado de emergencia anunciado por la OMS, tras una decisión conjunta.

## Enfermedad

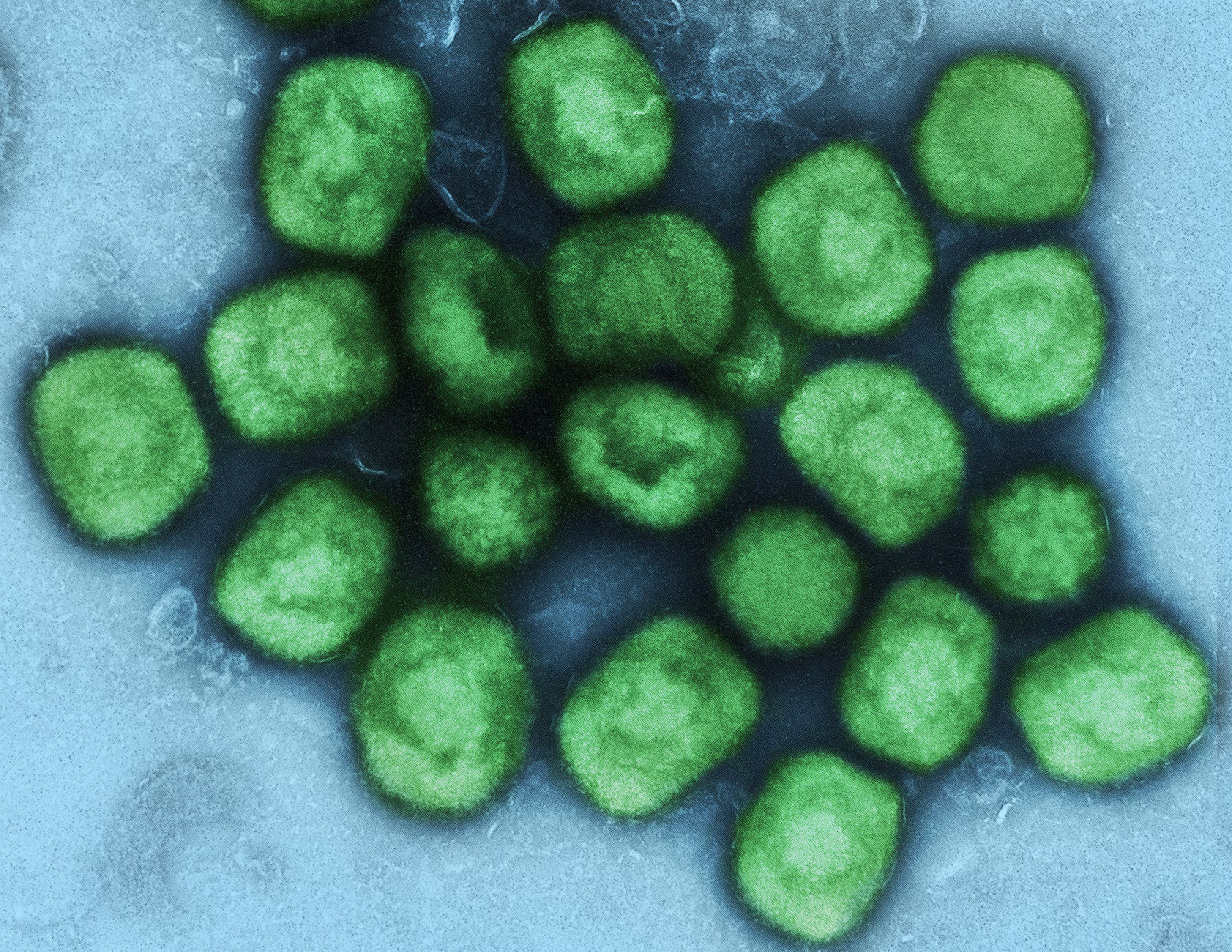
Micrografía electrónica de transmisión coloreada de partículas del virus de la viruela del simio (verde) cultivadas y purificadas a partir de un cultivo celular. Imagen captada en el Centro de Investigación Integrada (IRF) del NIAID en Fort Detrick, Maryland.

La viruela símica es una zoonosis viral rara causada por el virus Monkeypox, un Orthopoxvirus similar al erradicado Variola virus, agente causal de la viruela. Se presenta con síntomas similares a esta última enfermedad, aunque con una menor gravedad.
La viruela del mono es endémica de África occidental y África central. Antes del brote de 2022, el Reino Unido solo había registrado siete casos previos de viruela del simio, todos los cuales eran casos importados de África o trabajadores de la salud involucrados en su tratamiento. Los primeros tres casos de este tipo ocurrieron en 2018, seguidos de otro caso en 2019 y tres más en 2021. El único brote importante de viruela del mono que se registró en un país occidental antes de 2022 fue el brote de viruela del mono del medio oeste de 2003 en los Estados Unidos; sin embargo, este brote no presentó transmisión comunitaria.
La viruela del mono se propaga principalmente a través del contacto cercano con personas infecciosas. Antes del brote de 2022, la viruela del mono no se consideraba una infección de transmisión sexual. Sin embargo, la rápida propagación del virus entre parejas sexuales en las etapas iniciales del brote ha suscitado la discusión de que las relaciones sexuales pueden ser otra vía de transmisión.

## Síntomas
Estos son los síntomas principales de la viruela del mono:
- Erupción con ampollas en la cara, manos, pies, ojos, boca y genitales.
- Fiebre.
- Dolor de cabeza.
- Dolor muscular.
- Baja energía, manifestada con una anemia atípica.
- Ganglios linfáticos inflamados.

La viruela del mono se propaga entre las personas de muchas maneras:
- Contacto físico con alguien con síntomas.
- Tocar cosas contaminadas con el virus (ropa, toallas, superficies, etc.)

## Cronología

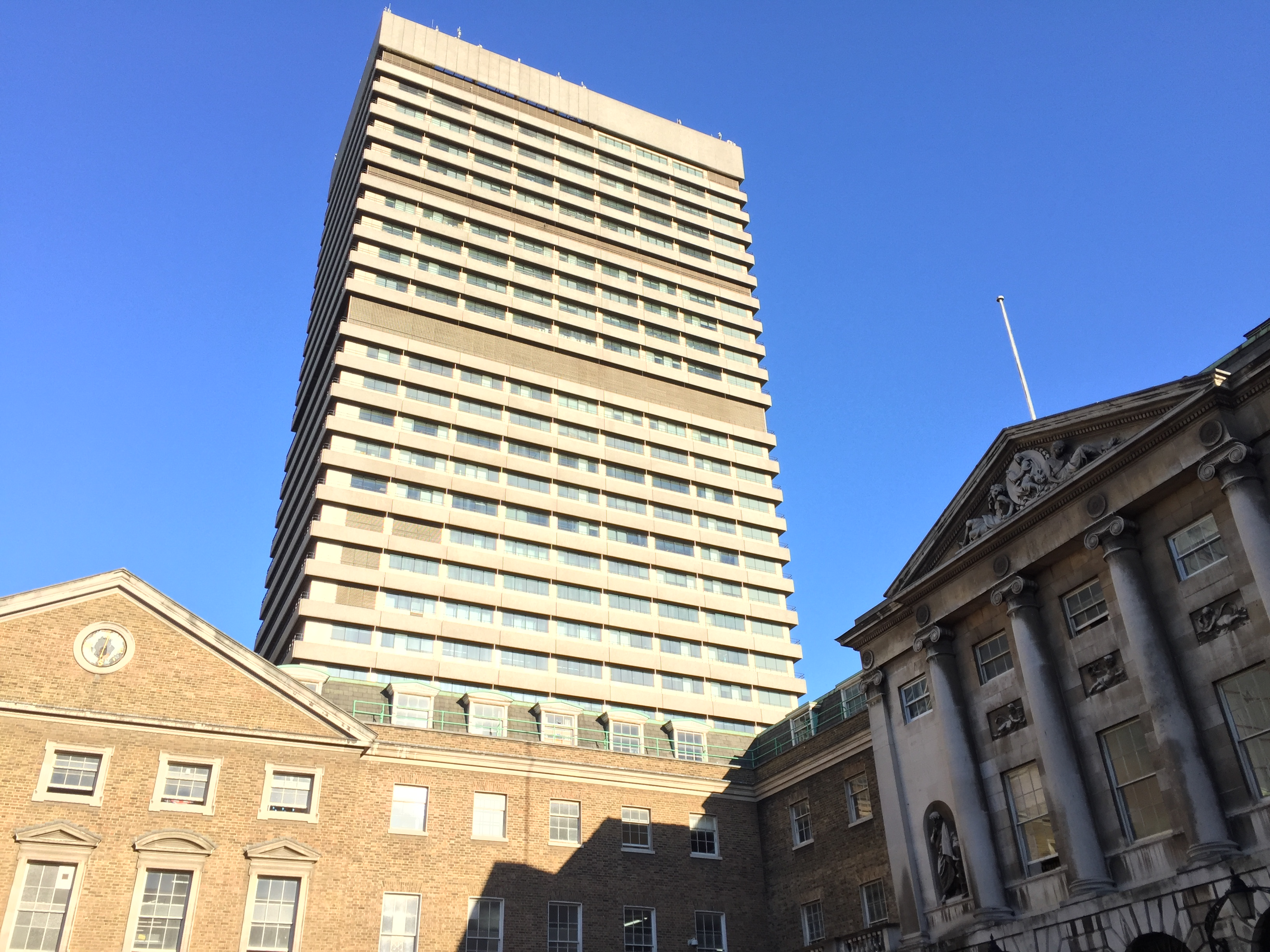
Guy's Hospital, lugar donde fue reportado el primer caso

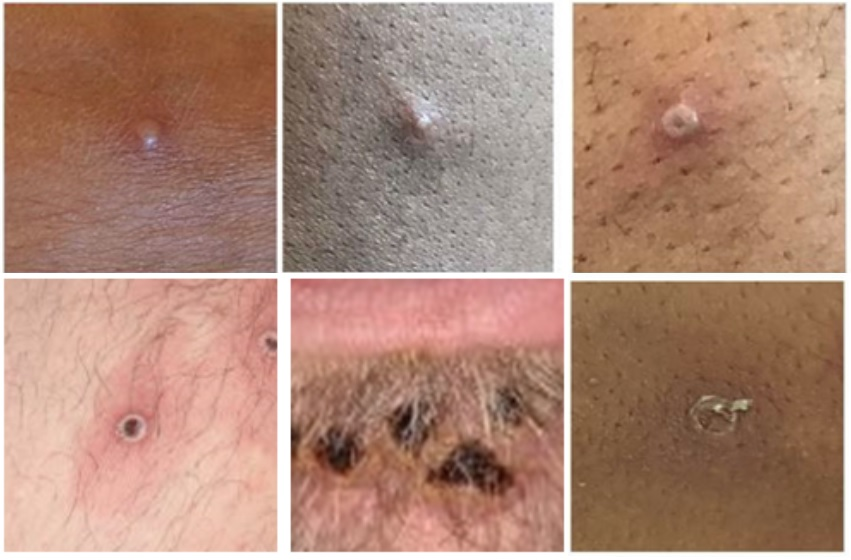
fotos de pacientes con la viruela del mono

El primer caso fue un residente británico que viajó a fines de abril de 2022 a Lagos y al estado de Delta en Nigeria, áreas en las que la viruela del mono se considera una enfermedad endémica. El individuo desarrolló síntomas de viruela símica, incluido un sarpullido, el 29 de abril mientras aún se encontraba en Nigeria. Posteriormente voló de regreso a Reino Unido, a donde llegó el 4 de mayo. Se presentó en el hospital más tarde el mismo día. Inmediatamente se sospechó la infección por viruela del simio, y el individuo fue hospitalizado en el Guy's Hospital y aislado después de dar positivo por el virus. Las pruebas de muestras de hisopos de pacientes mediante la reacción en cadena de la polimerasa (PCR) revelaron que el brote era del clado de viruela del simio de África occidental, que es la menos mortal de las dos variantes conocidas de la viruela del simio con una tasa de mortalidad de entre el 1 % y el 3,6 %.
Se llevó a cabo un seguimiento exhaustivo de los contactos de las personas que habían estado en contacto con el caso índice tanto en el vuelo internacional de Nigeria al Reino Unido como dentro del país después de su llegada, y se aconsejó a los contactos potenciales que permanecieran al tanto de los síntomas de la viruela del simio e inmediatamente aislar si se desarrollara alguno dentro de los 21 días posteriores al evento de contacto. Después de este esfuerzo de rastreo de contactos, la Organización Mundial de la Salud (OMS) consideró que una mayor transmisión del virus dentro del Reino Unido era de riesgo «mínimo».
El rastreo de contactos, en respuesta al caso índice se extendió a Escocia el 14 de mayo, según Public Health Scotland. Se ordenó a un «pequeño número» de personas en Escocia que se aislaran luego de un contacto cercano con el caso índice, aunque el riesgo general para el público en general se mantuvo "muy bajo" hasta cuando se haya recabado más pruebas.

### En el mundo, a la fecha
El 26 de mayo en Portugal, las autoridades sanitarias notificaron 58 casos de viruela símica. Dicho país estaría estudiando vacunar a sus sanitarios. En España hay ochenta y cuatro casos confirmados a 26 de mayo. El 18 de mayo, Estados Unidos confirmó su primer caso de viruela del simio en 2022 y Canadá informó 13 casos sospechosos.
El 19 de mayo, Suecia y Bélgica notificaron sus primeros casos de viruela del simio, mientras que Italia confirmó su primer caso en un viajero que había llegado de las Islas Canarias. Se notificó un caso sospechoso en Francia. Un análisis genómico realizado en un caso en Portugal ubica el virus que infecta a ese paciente en el clado de África occidental y lo encuentra más estrechamente relacionado con los virus asociados con casos exportados de Nigeria en 2018 y 2019. El error de secuenciación actual impide la ubicación exacta del virus dentro del grupo de estos virus nigerianos.
Tras la detección de un caso en Massachusetts el día anterior, Estados Unidos realizó el 19 de mayo un pedido de 299 millones de dólares por 13 millones de vacunas contra la viruela del simio de Bavarian Nordic.
El 20 de mayo, Australia notificó su primer caso sospechoso, en un hombre que se enfermó después de regresar de un viaje por Europa. El mismo día también se confirmó un segundo caso. Los casos fueron identificados en Melbourne y Sídney. Ambos regresaron recientemente de un viaje por Europa. Alemania, Francia y los Países Bajos confirmaron sus primeros casos el mismo día.
El 21 de mayo, Suiza e Israel confirmaron sus primeros casos. En Grecia se reportó el primer caso sospechoso ese mismo día, el paciente corresponde a un turista inglés de 29 años.

## Investigación

### Transmisión
El Centro Europeo para la Prevención y Control de Enfermedades (ECDC) afirma que «se considera que el virus de la viruela símica tiene una transmisión moderada entre humanos y puede ser transmitido a través de gotitas y por contacto con lesiones infectadas. Es más probable que la transmisión entre parejas sexuales sea debido al contacto íntimo durante el sexo con lesiones cutáneas. Lo más común para la transmisión, es la actividad sexual, debido al contacto íntimo durante las relaciones sexuales con lesiones cutáneas infecciosas que parece ser el modo probable de transmisión entre hombres que tienen sexo con hombres (HSH). Antes de este brote, esta enfermedad no se consideraba una infección de transmisión sexual, pero la rápida transmisión del virus entre parejas sexuales ha suscitado el debate sobre si la viruela símica se puede transmitir sexualmente. El ECDC califica como "alta" la trasmisión por contacto estrecho (incluyendo contacto sexual), pero sin este contacto, considera el riesgo al público mayoritariamente "bajo"».
Dada la frecuencia inusualmente alta de transmisión de persona a persona observada en este evento, y la transmisión comunitaria probable sin antecedentes de viajes a áreas endémicas, la propagación del virus a través del contacto cercano es más probable, siendo las actividades sexuales las más comunes. La probabilidad de transmisión entre individuos sin contacto cercano se considera baja.
En la revista Nature, las epidemiólogas Anne Rimoin y Raina Maclntyre especularon que el alto porcentaje de incidencia del virus es un resultado de una introducción coincidental en la comunidad y que luego se transmitió durante el acto sexual, pero porque este conlleva un «contacto estrecho» y no porque se transmita sexualmente.

### Genoma del virus
La secuencia del genoma del virus de este brote se publicó por primera vez el 19 de mayo por investigadores portugueses. Esta investigación demostró que el virus es del clado de África Occidental (muy estrechamente relacionado con otros brotes internacionales en 2018 y 2019) y muy probablemente originado en Nigeria. Las próximas investigaciones en el genoma revelarán más información sobre «la epidemiología, las fuentes de infección, y los patrones de transmisión».
Se hizo otra secuenciación del genoma del virus encontrado en un paciente belga con resultados muy similares. Como este virus es un virus ADN, se considera poco probable que el virus de la viruela del mono haya mutado para mejorar su capacidad de transmisión entre humanos.

### Vacunación
La vacuna contra la viruela Imvanex (de Jynneos) que contiene vaccinia tiene una eficacia del 85 % contra la viruela símica. La Agencia de Seguridad Sanitaria del Reino Unido ha empezado a usar esta vacuna como profilaxis post-exposición para contactos de casos conocidos. No hay nada que indique este esta vacuna no será efectiva durante este brote.
Estados Unidos está en proceso de liberar sus vacunas contra la viruela símica de su reserva nacional para personas consideradas «de alto riesgo».

## Respuesta global al brote
El 20 de mayo, la Organización Mundial de la Salud (OMS) convocó una reunión de emergencia de asesores independientes para discutir el brote y evaluar el nivel de amenaza, la cual expresaron que no es una amenaza mundial. Su jefe europeo, Hans Kluge, expresó su preocupación de que las infecciones puedan acelerarse en Europa a medida que la gente se reúne para fiestas y festivales durante el verano. Se espera que la OMS proporcione una actualización sobre la secuenciación del genoma del virus de diferentes casos para determinar la causa.
- ONUSIDA instó a los comunicadores a evitar el estigma adoptando un enfoque basado en la evidencia, reiteró que la enfermedad puede afectar a cualquier persona y que el riesgo no se limita de ninguna manera a personas del mismo sexo y parejas intersexuales.[33]

- Bangladés: la Dirección General de Servicios de Salud (DGHS) ha emitido advertencias en todos los puertos del país para evitar la propagación de la viruela del simio. Según el portavoz de la Dirección, Nazmul Islam, la DGHS ha pedido a todos los puertos aéreos, terrestres y marítimos que estén alerta. Se indica que los casos sospechosos se envíen a un hospital de enfermedades infecciosas y se mantengan aislados.[34][35]
- Bélgica: El Grupo de Evaluación de Riesgos (RAG) y las autoridades sanitarias declararon que las personas infectadas con viruela del simio deben autoaislarse durante 21 días.[36]
- Brasil: El Ministerio de Salud de Brasil inició el seguimiento del paciente brasileño en Alemania solicitando más información al Ministerio de Salud de Alemania. También creó grupos de biólogos para monitorear monos y grupos médicos para monitorear posibles casos.[37] El Ministro de Salud de Brasil, Marcelo Queiroga y su séquito están en Portugal para llegar a un acuerdo sobre intercambios médicos en salud pública y bioética. Tras el viaje a Portugal, el ministro participará en la 75.ª Asamblea Mundial de la Salud, teniendo así su regreso vigilado por la proximidad con Europa.[38]
- Alemania: Fabian Leendertz, del Instituto Robert Koch, describió el brote como una epidemia que no durará mucho: “Los casos se pueden aislar bien mediante el rastreo de contactos y también hay medicamentos y vacunas eficaces que se pueden usar si es necesario.
- Filipinas: el secretario de Salud, Francisco Duque III, dijo que Filipinas estaba intensificando sus medidas de control fronterizo en medio de la amenaza del virus de la viruela del mono.[39]
- Reino Unido: el 22 de mayo, el secretario de Educación, Nadhim Zahawi, dijo que "nos lo estamos tomando muy, muy en serio" y que el gobierno del Reino Unido ya había comenzado a comprar vacunas.[40]
- México: La Secretaría de Salud amplió las medidas preventivas contra la viruela símica.
- Estados Unidos: El 22 de mayo, el presidente Joe Biden comentó "aún no me han dicho el nivel de exposición, pero es algo que debería preocupar a todos", mientras que su asesor de seguridad nacional aseguró al público que EE. UU. tiene una vacuna que es capaz de tratar el virus.[41]
- Ecuador: Cuando todavía no había casos reales de la viruela del mono en el país, el Ministerio de Salud Pública de Ecuador activó la alerta epidemiológica. La consigna del gobierno de Guillermo Lasso era colocar una mesa con un mantel que contiene el logo del Ministerio de Salud Pública de Ecuador, en el arribo internacional del Aeropuerto Mariscal Sucre y ahí contar con un profesional de la salud, que realiza una verificación verbal, sobre si el pasajero está infectado o no.[42]
- Argentina: El 6 de julio de 2022 se confirmó oficialmente el primer caso del virus.
- Colombia: Carolina Corcho Mejía, ministra de salud y protección social señaló el 11 de agosto de 2022 que los casos de la viruela del mono vienen en aumento en Colombia y prevenirla es una responsabilidad de todos, donde indica que no es una enfermedad netamente de transmisión sexual o exclusiva de un grupo poblacional.[43] La organización Panamericana de la salud (OPS) ha solicitado para los países de Latinoamérica un total de 100 000 dosis de la vacuna contra la viruela del mono, donde a Colombia le corresponden 5600 dosis. La priorización de la inmunización se llevará a cabo primero en contactos estrechos en cadenas de casos positivos, 4 días post exposición y finalmente, la vacuna estará dirigida principalmente a la población de alto riesgo.[44]

### Riesgo de infección de la fauna silvestre
A finales de mayo de 2022, el grupo británico Human Animal Infections and Risk Surveillance (HAIRS) advirtió que el virus podría llegar a la fauna salvaje y convertirse en endémico.

## Estadísticas

### Casos por país
Desde el 1 de enero de 2022, se han notificado casos de viruela símica a la OMS entre países endémicos y países donde brotó la infección. La situación está evolucionando y la OMS espera que se identifiquen más casos de viruela símica. La agencia BNO News está rastreando casos de viruela del simio en todo el mundo.
| Lugar y fecha                        | Lugar y fecha                            | Conteo      | Conteo      | Conteo     | Conteo     | Última actualización     |
| País                                 | Primera detección                        | Casos       | Casos       | Fallecidos | Fallecidos | Última actualización     |
| País                                 | Primera detección                        | Confirmados | Sospechosos | Muertes    | %          | Última actualización     |
| País                                 | Primera detección                        | 84 011      | 9651        | 242        | 0,3%       | Última actualización     |
| ------------------------------------ | ---------------------------------------- | ----------- | ----------- | ---------- | ---------- | ------------------------ |
| Estados Unidos                       | Boston. 18 de mayo de 2022               | 29 740      | 0           | 20         | 0%         | 7 de octubre del 2022    |
| Brasil                               | São Paulo. 9 de junio de 2022            | 10 375      | 3579        | 14         | 0%         | 4 de noviembre de 2022   |
| España                               | Madrid, 18 de mayo de 2022               | 7496        | 0           | 4          | 0%         | 11 de noviembre del 2022 |
| Francia                              | París. 20 de mayo de 2022                | 4110        | 0           | 0          | 0%         | 19 de octubre del 2022   |
| Colombia                             | Bogotá y Medellín. 23 de junio de 2022   | 3971        | 0           | 0          | 0%         | 9 de noviembre de 2022   |
| Reino Unido                          | Londres. 6 de mayo de 2022               | 3730        | 0           | 0          | 0%         | 19 de octubre del 2022   |
| Alemania                             | Múnich. 20 de mayo de 2022               | 3676        | 0           | 0          | 0%         | 19 de octubre del 2022   |
| Perú                                 | Lima, 26 de junio de 2022                | 3812        | 0           | 20         | 0,5%       | 12 de julio de 2023      |
| México                               | Ciudad de México. 28 de mayo de 2022     | 3509        | 0           | 10         | 0,1%       | 9 de noviembre del 2022  |
| Canadá                               | Montreal. 19 de mayo de 2022             | 1459        | 0           | 0          | 0%         | 7 de octubre del 2022    |
| Chile                                | Santiago. 17 de junio de 2022            | 1431        | 25          | 2          | 0%         | 27 de febrero de 2023    |
| Países Bajos                         | Holanda. 20 de mayo de 2022              | 1256        | 0           | 0          | 0%         | 19 de octubre del 2022   |
| Argentina                            | Buenos Aires. 27 de mayo de 2022         | 1025        | 0           | 2          | 0%         | 18 de octubre del 2022   |
| Portugal                             | Lisboa. 18 de mayo de 2022               | 948         | 0           | 0          | 0%         | 19 de octubre del 2022   |
| Italia                               | Roma. 19 de mayo de 2022                 | 936         | 0           | 0          | 0%         | 21 de octubre del 2022   |
| Bélgica                              | Amberes. 19 de mayo de 2022              | 790         | 0           | 1          | 0,1%       | 19 de octubre del 2022   |
| Nigeria                              | Varios estados. Enero de 2022            | 753         | 1272        | 7          | 0,4%       | 24 de agosto de 2022     |
| Ecuador                              | Guayaquil.6 de julio de 2022             | 346         | 0           | 2          | 5,9%       | 26 de octubre del 2022   |
| Suiza                                | Berna. 22 de mayo de 2022                | 551         | 0           | 0          | 0%         | 19 de octubre del 2022   |
| Austria                              | Viena. 22 de mayo de 2022                | 327         | 0           | 0          | 0%         | 19 de octubre del 2022   |
| Israel                               | Tel Aviv. 20 de mayo de 2022             | 262         | 0           | 0          | 0%         | 19 de octubre del 2022   |
| Bolivia                              | Santa Cruz. 1 de agosto de 2022          | 261         | 0           | 2          | 0,4%       | 4 de noviembre del 2022  |
| República Democrática del Congo      | Varias provincias. Enero de 2022         | 257         | 4354        | 155        | 4%         | 30 de octubre de 2022    |
| Suecia                               | Estocolmo. 19 de mayo de 2022            | 250         | 0           | 0          | 0%         | 14 de octubre de 2022    |
| Irlanda                              | Dublín. 28 de mayo de 2022               | 225         | 0           | 0          | 0%         | 12 de octubre de 2022    |
| Guatemala                            | Ciudad de Guatemala. 3 de agosto de 2022 | 224         | 0           | 0          | 0%         | 4 de noviembre del 2022  |
| Polonia                              | Varsovia. 10 de junio de 2022            | 214         | 0           | 0          | 0%         | 12 de octubre de 2022    |
| Puerto Rico                          | San Juan. 29 de junio de 2022            | 198         | 0           | 0          | 0%         | 14 de octubre de 2022    |
| Dinamarca                            | Copenhague. 23 de mayo de 2022           | 192         | 0           | 0          | 0%         | 19 de septiembre de 2022 |
| Australia                            | Melbourne, Victoria. 20 de mayo de 2022  | 138         | 0           | 0          | 0%         | 15 de septiembre de 2022 |
| Noruega                              | Oslo. 31 de mayo de 2022                 | 93          | 0           | 0          | 0%         | 28 de octubre de 2022    |
| Ghana                                | Acra. 8 de junio de 2022                 | 84          | 317         | 4          | 1%         | 19 de septiembre de 2022 |
| Grecia                               | Atenas. 2 de junio de 2022               | 82          | 0           | 0          | 0%         | 6 de octubre de 2022     |
| Hungría                              | Budapest. 31 de mayo de 2022             | 78          | 0           | 0          | 0%         | 6 de octubre de 2022     |
| República Checa                      | Praga. 24 de mayo de 2022                | 72          | 0           | 1          | 1,5%       | 12 de octubre de 2022    |
| Luxemburgo                           | 15 de junio de 2022                      | 55          | 0           | 0          | 0%         | 19 de septiembre de 2022 |
| República Dominicana                 | Santo Domingo. 6 de julio de 2022        | 52          | 0           | 0          | 0%         | 26 de octubre del 2022   |
| Eslovenia                            | 24 de mayo de 2022                       | 46          | 0           | 0          | 0%         | 19 de septiembre de 2022 |
| Finlandia                            | Helsinki. 27 de mayo de 2022             | 41          | 0           | 0          | 0%         | 12 de octubre de 2022    |
| Serbia                               | Belgrado. 17 de junio de 2022            | 40          | 0           | 0          | 0%         | 6 de octubre de 2022     |
| Rumania                              | 13 de junio de 2022                      | 38          | 0           | 0          | 0%         | 19 de septiembre de 2022 |
| Malta                                | La Valeta. 28 de mayo de 2022            | 33          | 0           | 0          | 0%         | 19 de septiembre de 2022 |
| Togo                                 | 6 de agosto de 2022                      | 31          | 0           | 1          | 12,5%      | 29 de octubre de 2022    |
| Nueva Zelanda                        | 9 de julio de 2022                       | 28          | 0           | 0          | 0%         | 30 de octubre de 2022    |
| Croacia                              | 23 de junio de 2022                      | 27          | 0           | 0          | 0%         | 19 de septiembre de 2022 |
| Panamá                               | 5 de julio de 2022                       | 26          | 0           | 0          | 0%         | 12 de noviembre de 2022  |
| Costa Rica                           | 20 de julio de 2022                      | 19          | 0           | 0          | 0%         | 11 de noviembre del 2022 |
| India                                | Nueva Delhi. 14 de julio de 2022         | 19          | 4           | 1          | 6,3%       | 25 de octubre de 2022    |
| Singapur                             | Singapur. 20 de junio de 2022            | 19          | 0           | 0          | 0%         | 15 de septiembre de 2022 |
| Líbano                               | 20 de junio de 2022                      | 18          | 0           | 0          | 0%         | 17 de octubre de 2022    |
| Sudán                                | 31 de julio de 2022                      | 18          | 0           | 1          | 5,9%       | 28 de octubre de 2022    |
| El Salvador                          | San Salvador. 30 de agosto de 2022       | 17          | 0           | 0          | 0%         | 9 de noviembre de 2022   |
| Emiratos Árabes Unidos               | 24 de mayo de 2022                       | 16          | 0           | 0          | 0%         | 24 de julio de 2022      |
| Granada                              | 1 de agosto de 2022                      | 15          | 10          | 0          | 0%         | 21 de octubre de 2022    |
| Eslovaquia                           | 7 de julio de 2022                       | 14          | 0           | 0          | 0%         | 19 de septiembre de 2022 |
| Jamaica                              | 6 de julio de 2022                       | 14          | 0           | 0          | 0%         | 26 de septiembre de 2022 |
| Uruguay                              | 29 de julio de 2022                      | 14          | 1           | 0          | 0%         | 13 de septiembre de 2022 |
| Islandia                             | 9 de junio de 2022                       | 12          | 0           | 0          | 0%         | 16 de agosto de 2022     |
| Turquía                              | 30 de junio de 2022                      | 12          | 0           | 0          | 0%         | 26 de octubre de 2022    |
| Honduras                             | Tegucigalpa, 12 de agosto de 2022        | 11          | 0           | 0          | 0 %        | 21 de noviembre del 2022 |
| Benín                                | Varias provincias 25 de mayo de 2022     | 11          | 1           | 2          | 16,7%      | 25 de mayo de 2022       |
| Centroáfrica                         | Varias prefecturas. 4 de marzo de 2022   | 11          | 17          | 2          | 7,1%       | 27 de octubre de 2022    |
| Estonia                              | 28 de junio de 2022                      | 11          | 0           | 0          | 0%         | 19 de septiembre de 2022 |
| Tailandia                            | Bangkok. 21 de julio de 2022             | 10          | 0           | 0          | 0%         | 5 de octubre de 2022     |
| Venezuela                            | Caracas. 12 de junio de 2022             | 10          | 0           | 0          | 0%         | 26 de octubre de 2022    |
| Bosnia y Herzegovina                 | 13 de julio de 2022                      | 9           | 0           | 0          | 0%         | 12 de octubre de 2022    |
| Arabia Saudita                       | 14 de julio de 2022                      | 8           | 0           | 0          | 0%         | 19 de septiembre de 2022 |
| Zimbabue                             | 5 de junio de 2022                       | 8           | 0           | 1          | 14,3%      | 19 de septiembre de 2022 |
| Cuba                                 | 20 de agosto de 2022                     | 8           | 0           | 1          | 50%        | 12 de octubre del 2022   |
| Paraguay                             | 25 de agosto de 2022                     | 7           | 11          | 0          | 0%         | 11 de noviembre del 2022 |
| Martinica                            | 17 de julio de 2022                      | 7           | 0           | 0          | 0%         | 15 de septiembre de 2022 |
| Camerún                              | Varias provincias. Enero de 2022         | 7           | 27          | 2          | 5,6%       | 1 de agosto de 2022      |
| Bulgaria                             | 23 de junio de 2022                      | 6           | 0           | 0          | 0%         | 19 de septiembre de 2022 |
| Gibraltar                            | 2 de junio de 2022                       | 6           | 0           | 0          | 0%         | 11 de agosto de 2022     |
| Japón                                | Yokohama. 25 de julio de 2022            | 6           | 0           | 0          | 0%         | 6 de octubre de 2022     |
| Chipre                               | Nicosia. 2 de agosto de 2022             | 5           | 0           | 0          | 0%         | 29 de agosto de 2022     |
| República del Congo                  | Varios departamentos. 21 de mayo de 2022 | 5           | 5           | 3          | 30%        | 19 de septiembre de 2022 |
| Lituania                             | 3 de agosto de 2022                      | 5           | 0           | 0          | 0%         | 11 de agosto de 2022     |
| Catar                                | Doha. 21 de julio de 2022                | 5           | 0           | 0          | 0%         | 6 de octubre de 2022     |
| Sudáfrica                            | 23 de junio de 2022                      | 5           | 0           | 0          | 0%         | 19 de agosto de 2022     |
| Ucrania                              | 16 de septiembre de 2022                 | 5           | 0           | 0          | 0%         | 26 de octubre de 2022    |
| Andorra                              | 2 de julio de 2022                       | 4           | 0           | 0          | 0%         | 5 de agosto de 2022      |
| Burundi                              | Gitega. 26 de septiembre de 2022         | 4           | 0           | 0          | 0%         | 9 de octubre de 2022     |
| Filipinas                            | Pampanga. 29 de julio de 2022            | 4           | 0           | 0          | 0%         | 22 de agosto de 2022     |
| Letonia                              | 3 de junio de 2022                       | 4           | 0           | 0          | 0%         | 16 de agosto de 2022     |
| República de China                   | 24 de junio de 2022                      | 4           | 0           | 0          | 0%         | 13 de octubre de 2022    |
| Bielorrusia                          | 13 de agosto de 2022                     | 3           | 0           | 0          | 0%         | 13 de agosto de 2022     |
| Curazao                              | 7 de agosto de 2022                      | 3           | 0           | 0          | 0%         | 26 de octubre de 2022    |
| Gambia                               | 29 de julio de 2022                      | 3           | 0           | 0          | 0%         | 27 de septiembre de 2022 |
| Islas Vírgenes Británicas            | 11 de agosto de 2022                     | 3           | 0           | 0          | 0%         | 26 de octubre de 2022    |
| Liberia                              | 23 de julio de 2022                      | 3           | 21          | 0          | 0%         | 19 de septiembre de 2022 |
| Marruecos                            | 2 de junio de 2022                       | 3           | 0           | 0          | 0%         | 25 de agosto de 2022     |
| Mónaco                               | 22 de julio de 2022                      | 3           | 0           | 0          | 0%         | 11 de agosto de 2022     |
| Pakistán                             | Islamabad. 27 de julio de 2022           | 3           | 2           | 0          | 0%         | 25 de septiembre de 2022 |
| Angola                               | 22 de agosto de 2022                     | 2           | 0           | 0          | 0%         | 6 de octubre de 2022     |
| Antigua y Barbuda                    | 29 de septiembre de 2022                 | 2           | 0           | 0          | 0%         | 15 de octubre de 2022    |
| Aruba                                | 1 de agosto de 2022                      | 2           | 0           | 0          | 0%         | 28 de agosto de 2022     |
| Bahamas                              | 8 de junio de 2022                       | 2           | 0           | 0          | 0%         | 22 de agosto de 2022     |
| Bonaire                              | 28 de septiembre de 2022                 | 2           | 0           | 0          | 0%         | 29 de octubre de 2022    |
| Corea del Sur                        | 22 de junio de 2022                      | 2           | 0           | 0          | 0%         | 4 de septiembre de 2022  |
| Georgia                              | 15 de junio de 2022                      | 2           | 0           | 0          | 0%         | 18 de agosto de 2022     |
| Guyana                               | 28 de julio de 2022                      | 2           | 0           | 0          | 0%         | 28 de julio de 2022      |
| Groenlandia                          | 9 de agosto de 2022                      | 2           | 0           | 0          | 0%         | 9 de agosto de 2022      |
| Kazajistán                           | 14 de agosto de 2022                     | 2           | 0           | 0          | 0%         | 29 de septiembre de 2022 |
| Madagascar                           | 26 de septiembre de 2022                 | 2           | 0           | 0          | 0%         | 26 de septiembre de 2022 |
| Moldavia                             | 8 de agosto de 2022                      | 2           | 0           | 0          | 0%         | 16 de agosto de 2022     |
| Montenegro                           | 31 de julio de 2022                      | 2           | 0           | 0          | 0%         | 22 de agosto de 2022     |
| Papúa Nueva Guinea                   | 5 de septiembre de 2022                  | 2           | 0           | 0          | 0%         | 6 de octubre de 2022     |
| Rusia                                | 12 de julio de 2022                      | 2           | 0           | 0          | 0%         | 8 de septiembre de 2022  |
| Santa Lucía                          | 15 de septiembre de 2022                 | 2           | 0           | 0          | 0%         | 12 de octubre de 2022    |
| Seychelles                           | 23 de agosto de 2022                     | 2           | 0           | 0          | 0%         | 30 de octubre de 2022    |
| San Marino                           | 15 de agosto de 2022                     | 2           | 0           | 0          | 0%         | 30 de septiembre de 2022 |
| San Pedro y Miquelón                 | 12 de agosto de 2022                     | 2           | 0           | 0          | 0%         | 12 de agosto de 2022     |
| Islas Vírgenes de los Estados Unidos | 21 de agosto de 2022                     | 2           | 0           | 0          | 0%         | 21 de agosto de 2022     |
| Vietnam                              | 3 de octubre de 2022                     | 2           | 0           | 0          | 0%         | 20 de octubre de 2022    |
| Afganistán                           | 8 de septiembre de 2022                  | 1           | 0           | 0          | 0%         | 8 de septiembre de 2022  |
| Albania                              | 22 de septiembre de 2022                 | 1           | 0           | 0          | 0%         | 22 de septiembre de 2022 |
| Armenia                              | 23 de septiembre de 2022                 | 1           | 0           | 0          | 0%         | 23 de septiembre de 2022 |
| Islas Azores                         | 11 de octubre de 2022                    | 1           | 0           | 0          | 0%         | 11 de octubre de 2022    |
| Baréin                               | 30 de septiembre de 2022                 | 1           | 0           | 0          | 0%         | 30 de septiembre de 2022 |
| Barbados                             | 16 de julio de 2022                      | 1           | 0           | 0          | 0%         | 16 de julio de 2022      |
| Bermudas                             | 22 de julio de 2022                      | 1           | 0           | 0          | 0%         | 22 de julio de 2022      |
| Belice                               | 13 de agosto de 2022                     | 1           | 0           | 0          | 0%         | 13 de agosto de 2022     |
| China                                | 5 de septiembre de 2022                  | 1           | 0           | 0          | 0%         | 5 de septiembre de 2022  |
| Cabo Verde                           | 12 de octubre de 2022                    | 1           | 0           | 0          | 0%         | 12 de octubre de 2022    |
| Yibuti                               | 26 de septiembre de 2022                 | 1           | 0           | 0          | 0%         | 26 de septiembre de 2022 |
| Egipto                               | 4 de septiembre de 2022                  | 1           | 0           | 0          | 0%         | 4 de septiembre de 2022  |
| Etiopía                              | 17 de septiembre de 2022                 | 1           | 0           | 0          | 0%         | 17 de septiembre de 2022 |
| Islas Feroe                          | 18 de agosto de 2022                     | 1           | 0           | 0          | 0%         | 18 de agosto de 2022     |
| Guernsey                             | 20 de agosto de 2022                     | 1           | 0           | 0          | 0%         | 20 de agosto de 2022     |
| Guinea                               | 7 de noviembre de 2022                   | 1           | 0           | 0          | 0%         | 7 de noviembre de 2022   |
| Guadalupe                            | 23 de julio de 2022                      | 1           | 0           | 0          | 0%         | 25 de julio de 2022      |
| Guayana Francesa                     | 26 de septiembre de 2022                 | 1           | 0           | 0          | 0%         | 26 de septiembre de 2022 |
| Guam                                 | 26 de septiembre de 2022                 | 1           | 0           | 0          | 0%         | 26 de septiembre de 2022 |
| Hong Kong                            | 6 de septiembre de 2022                  | 1           | 0           | 0          | 0%         | 6 de septiembre de 2022  |
| Indonesia                            | Yakarta. 4 de agosto de 2022             | 1           | 0           | 0          | 0%         | 4 de agosto de 2022      |
| Isla de Man                          | 1 de octubre de 2022                     | 1           | 0           | 0          | 0%         | 1 de octubre de 2022     |
| Irak                                 | 3 de agosto de 2022                      | 1           | 0           | 0          | 0%         | 3 de agosto de 2022      |
| Irán                                 | 16 de agosto de 2022                     | 1           | 0           | 0          | 0%         | 16 de agosto de 2022     |
| Jersey                               | 23 de julio de 2022                      | 1           | 0           | 0          | 0%         | 23 de julio de 2022      |
| Jordania                             | 16 de septiembre de 2022                 | 1           | 0           | 0          | 0%         | 16 de septiembre de 2022 |
| Kirguistán                           | 19 de octubre de 2022                    | 1           | 0           | 0          | 0%         | 19 de octubre de 2022    |
| Kenia                                | 27 de septiembre de 2022                 | 1           | 0           | 0          | 0%         | 27 de septiembre de 2022 |
| San Cristóbal y Nieves               | 26 de octubre de 2022                    | 1           | 0           | 0          | 0%         | 26 de octubre de 2022    |
| Madeira                              | 11 de octubre de 2022                    | 1           | 0           | 0          | 0%         | 11 de octubre de 2022    |
| Mayotte                              | 22 de septiembre de 2022                 | 1           | 0           | 0          | 0%         | 22 de septiembre de 2022 |
| Mozambique                           | 21 de agosto de 2022                     | 1           | 0           | 0          | 0%         | 21 de agosto de 2022     |
| Nicaragua                            | 19 de agosto de 2022                     | 1           | 0           | 0          | 0%         | 19 de agosto de 2022     |
| Nueva Caledonia                      | 12 de julio de 2022                      | 1           | 0           | 0          | 0%         | 12 de julio de 2022      |
| Omán                                 | 2 de septiembre de 2022                  | 1           | 0           | 0          | 0%         | 2 de septiembre de 2022  |
| Polinesia Francesa                   | 31 de agosto de 2022                     | 1           | 0           | 0          | 0%         | 31 de agosto de 2022     |
| Reunión                              | 26 de julio de 2022                      | 1           | 0           | 0          | 0%         | 26 de julio de 2022      |
| Sri Lanka                            | 12 de septiembre de 2022                 | 1           | 0           | 0          | 0%         | 12 de septiembre de 2022 |
| Saba                                 | 2 de octubre de 2022                     | 1           | 0           | 0          | 0%         | 2 de octubre de 2022     |
| San Martín                           | 1 de agosto de 2022                      | 1           | 0           | 0          | 0%         | 1 de agosto de 2022      |
| San Martín                           | 25 de septiembre de 2022                 | 1           | 0           | 0          | 0%         | 25 de septiembre de 2022 |
| Trinidad y Tobago                    | 9 de octubre de 2022                     | 1           | 0           | 0          | 0%         | 9 de octubre de 2022     |
| Somalia                              | 16 de junio de 2022                      | 0           | 4           | 0          | 0%         | 16 de junio de 2022      |
| Zambia                               | 20 de junio de 2022                      | 0           | 1           | 0          | 0%         | 20 de junio de 2022      |